# Etacer
Etacer S.R.L., más conocida como Etacer, es una empresa de ómnibus de media distancia y grupo empresarial argentino dedicado al transporte público de pasajeros. Su principal competidor es la empresa Fluviales.
Etacer es una empresa reconocida en la región por la calidad de sus servicios y la modernización de su flota de vehículos, lo que la convierte en una de las principales opciones de transporte público para los habitantes de Paraná y Santa Fe.

## Accidentes e incidentes

### Siniestro en 1999 sobre la Ruta 168
El 18 de enero de 1999 una unidad de la empresa que circulaba por la Ruta Nacional 168 con destino a la Ciudad de Paraná cayó al río Colastiné tras colisionar con un Peugeot 504, dejando un saldo de 12 fallecidos, solo dos personas en el ómnibus sobrevivieron al trágico accidente. El conductor del Peugeot también perdió la vida en el suceso. 
Hasta la fecha esta es una de las peores tragedias ocurridas en el Río Colastiné.

### Incendio en 2018
En la madrugada del 9 de enero de 2018, una unidad de la empresa sufrió un incendio en la dársena 16 de la Terminal de Omnibus Manuel Belgrano de la Ciudad de Santa Fe, afortunadamente al momento del suceso no se encontraba el conductor ni tampoco había pasajeros, los peritajes determinaron que un desperfecto eléctrico provocó el incendio.